# Войни (Вармінсько-Мазурське воєводство)
Войни (пол. Wojny, нім. Woinen) — село в Польщі, у гміні Біла Піська Піського повіту Вармінсько-Мазурського воєводства.
Населення — 64 особи (2011).

## Демографія
Демографічна структура станом на 31 березня 2011 року:
|          | Загалом | Допрацездатний вік | Працездатний вік | Постпрацездатний вік |
| -------- | ------- | ------------------ | ---------------- | -------------------- |
| Чоловіки | 30      | 10                 | 17               | 3                    |
| Жінки    | 34      | 8                  | 20               | 6                    |
| Разом    | 64      | 18                 | 37               | 9                    |